# توربيورن ياغلاند
توربيورن ياغلاند (بالنرويجية: Thorbjørn Jagland) (مواليد 5 نوفمبر 1950) هو سياسي من النرويج، وزعيم سابق لحزب العمال، ورئيس وزراء سابق للنرويج، والرئيس السابق للجنة النرويجية لجائزة نوبل للسلام. يقضي حاليا ولايته الثانية كأمين عام لمجلس أوروبا (منذ عام 2009).

## مناصبه السياسية
شغل ياغلاند منصب رئيس وزراء النرويج في الفترة من 1996 إلى 1997، ووزير الخارجية من 2000 إلى 2001، ورئيس لجنة الشؤون الخارجية في البرلمان النرويجي من 2001 إلى 2005 ورئيس البرلمان من 2005 إلى 2009.
وقبل أن يصبح رئيسا للوزراء شغل ياغلاند منصب سكرتير عام حزب العمال النرويجي من 1986 إلى 1992، ثم زعيم الحزب حتى عام 2002 عندما خلفه ينس ستولتنبرغ. وكان عضوا برلمانيا في الفترة من 1993 إلى 2009 وبعدها لم يترشح لإعادة انتخابه.
قليل من الساسة النرويجيين يناظر ياغلاند في عدد المناصب الدولية البارزة التي تولاها. كان ياغلاند نائبا لرئيس المنظمة الاشتراكية الدولية ورئيسا لمجلس المنظمة عندما كان فيلي برانت رئيسا لها. وترأّس ياغلاند أيضا لجنة الشرق الأوسط لعشر سنوات، وكان واحدا من خمسة أعضاء في لجنة ميتشيل عيَّنهم الرئيس الأمريكي بيل كلينتون والأمين العام للأمم المتحدة كوفي أنان لتقديم المشورة حول كيفية إنهاء العنف في الشرق الأوسط. ويشغل ياغلاند منصب عضو فخري في مركز بيريز للسلام، وكان رئيسا لمجلس إدارة مركز أوسلو للسلام وحقوق الإنسان لكنه ترك المنصب عندما أصبح رئيسا للجنة نوبل النرويجية.
انتُخب توربيورن ياغلاند في سبتمبر 2009 لمنصب الأمين العام لمجلس أوروبا بتصويت 165 عضوا من جمعيتها البرلمانية مقابل 80. وفي يونيو 2014 أعيد انتخابه، ليصبح بذلك أول أمين عام في تاريخ مجلس أوروبا يعاد انتخابه.
جاء ياغلاند في المرتبة الثانية من ضمن الخمسين شخصا الأكثر تأثيراً في النرويج في دراسة استقصائية أجريت في عام 2000.

## آراؤه السياسية
يؤيد ياغلاند عضوية النرويج في الاتحاد الأوروبي، وقد نشر كتابا في عام 1990 بعنوان Min europeiske drøm (حلمي الأوروبي). وهو الذي رشَّح الاتحاد الأوروبي لجائزة نوبل للسلام عام 2012  وتم له ما أراد.
يعارض ياغلاند صراحةً ظاهرة الإسلاموفوبيا (عداء المسلمين) في المجتمعات الغربية. كما وصف مواجهة الإسلام الراديكالي المتطرف بأنها «معركة لا ضرورة لها لأنها لا تؤدي إلا إلى المواجهة»، وأكّد أيضا على عدم وجود إسلام متطرف في النرويج.

## روابط خارجية
- توربيورن ياغلاند على موقع IMDb (الإنجليزية)
- توربيورن ياغلاند على موقع مونزينجر (الألمانية)